# Sophronica fuscovittata
Sophronica fuscovittata là một loài bọ cánh cứng trong họ Cerambycidae.